# Swaziland
Swaziland, officieel het Koninkrijk Eswatini (Engels: Kingdom of Eswatini, Swazi: Umbuso weSwatini), tot 2018 het Koninkrijk Swaziland (een Britse koloniale verbastering van Eswatini), is een koninkrijk in het zuiden van Afrika. Het wordt ingesloten door Zuid-Afrika en Mozambique. Het land heeft twee hoofdsteden: Mbabane is de bestuurlijke hoofdstad en Lobamba de koninklijke hoofdstad (residentie van de koningin-moeder, de Ntombi). Lobamba is de wettelijke hoofdstad (zetel van het parlement, dat uit de senaat en het huis van afgevaardigden bestaat).

## Geschiedenis
Uit archeologische vondsten blijkt dat het gebied 100.000 jaar geleden al werd bewoond, maar de huidige Swazibevolking kwam pas eind 18e eeuw in het gebied wonen. In de 19e eeuw trokken ook Europeanen het gebied binnen. In 1866 werd de grens met Transvaal vastgelegd, maar twee jaar later werd Swaziland door de Britten geannexeerd. Bij de Conventie van Pretoria (1881) werd de onafhankelijkheid van Swaziland erkend. Maar vier jaar later probeerden de Britten het gebied toch weer onder controle te krijgen en in 1889 stootten ze koning Dlamini IV van de troon. Daarop zochten de Swazi's bescherming bij de Zuid-Afrikaansche Republiek en werd Swaziland in 1894 een protectoraat van de Zuid-Afrikaansche Republiek. Na de Tweede Boerenoorlog, waarbij de Britten de Zuid-Afrikaansche Republiek veroverden, werd Swaziland in 1902 een Brits protectoraat en pas op 6 september 1968 werd Swaziland echt onafhankelijk. Op 19 april 2018 veranderde de koning als onderdeel van de culturele dekolonisatie de naam Swaziland in Eswatini.

## Geografie

Swaziland

Swaziland is ongeveer even groot als Wallonië. Het is geheel ingesloten door Zuid-Afrika en Mozambique, en heeft bijgevolg geen kustlijn. Het grenst 535 km aan Zuid-Afrika en 105 km aan Mozambique. Er zijn meerdere grensposten met Zuid-Afrika en twee grensposten met Mozambique (Goba en Namaacha).
Swaziland kan in vier geografische regio's verdeeld worden. In het oosten strekken de Lebombobergen zich uit met een maximale hoogte van 600 meter en een droog subtropisch klimaat in noord-zuid richting. De laagte ten westen daarvan ligt ongeveer 200 m boven de zeespiegel. Deze wordt door een droog boslandschap gedomineerd. Het klimaat is hier al bijna tropisch warm - gedurende de zomermaanden stijgt het kwik soms boven 32 °C. De regio is onder meer geschikt voor de teelt van suikerriet. Het middelveld met zijn vruchtbare heuvels en valleien heeft een gemiddelde hoogte van 700 m boven de zeespiegel. Het beslaat ruim een kwart van de totale oppervlakte van Swaziland. De hoogvlakte in het westen van het land ligt ongeveer 1 300 m boven de zeespiegel en gaat in het westen in de Zuid-Afrikaanse Drakensbergen over. Hier worden onder meer bosgebieden aangetroffen. De regio heeft in het algemeen een gunstig klimaat.

## Staatsinrichting
In 1973 verbood koning Sobhuza II politieke partijen. Hij heeft een regering aangewezen die wetten kan maken. De koning kan zorgen dat wetten niet van kracht worden, maar hij maakt daar spaarzaam gebruik van.
In 1986 werd prins Makhosetive meerderjarig en tot koning gekroond onder de naam Mswati III. In de periode 2005/2006 waren er protesten, voornamelijk onder de hoger opgeleide bevolking, tegen de koning die als absoluut monarch zijn land als een dictator regeerde.
- Staatsvorm: monarchie (de facto absolute monarchie)
- Staatshoofd: koning Mswati III
- Regeringsleider: premier Russell Dlamini
- Volksvertegenwoordiging: Parlement van Swaziland, twee Kamers:
  - Huis van Samenkomst (lagerhuis, 66 leden)
  - Senaat (hogerhuis, 30 leden)
- Verkiezingen: Parlementsverkiezingen vinden om de vijf jaar plaats op basis van algemeen, enkelvoudig kiesrecht, voorafgaand is er een voorselectie van kandidaten.

## Bestuurlijke indeling

Districten van Swaziland

Swaziland is ingedeeld in vier districten:
1. Hhohho: noordwesten, bevat de hoofdstad Mbabane
2. Lubombo: bijna het volledige oostelijke deel van het land
3. Manzini: centraal en zuidwesten
4. Shiselweni: zuiden

De districten zijn verder ingedeeld in ontmoetingsplaatsen (inkhundla) en hoofdmanschappen (imiphakatsi/chiefdom).

## Cultuur
Elk jaar, van eind augustus tot begin september, vindt in Lobamba het traditionele Umhlanga- of 'rietdansfestival' plaats. Tijdens deze achtdaagse kuisheidsceremonie kiest de polygame koning Mswati III een nieuwe maagdelijke bruid uit een menigte van tienduizenden jonge meisjes en ongehuwde vrouwen, afkomstig uit 'respectabele' families van diverse stammen. Na het afsnijden en vergaren van hoog riet voor het herstel van de gaten in het rieten windscherm rond de koninklijke residentie, verzamelen de jonge vrouwen zich, opgedeeld volgens leeftijdscategorie, voor de Koninklijke Ludzidzini Hofstede van koningin-moeder Ndlovokazi. Daar dansen ze, volgens een bepaald ritueel, topless en in korte rokjes met parels en versierd met kleurrijke arm- en nekbanden, zich in de gunst van Zijne Majesteit. De geselecteerde verloofde, de 'liphovela' of concubine, wordt pas echtgenote en koningin indien zij zwanger is van de koning en bewezen is dat ze voor erfgenamen kan zorgen.

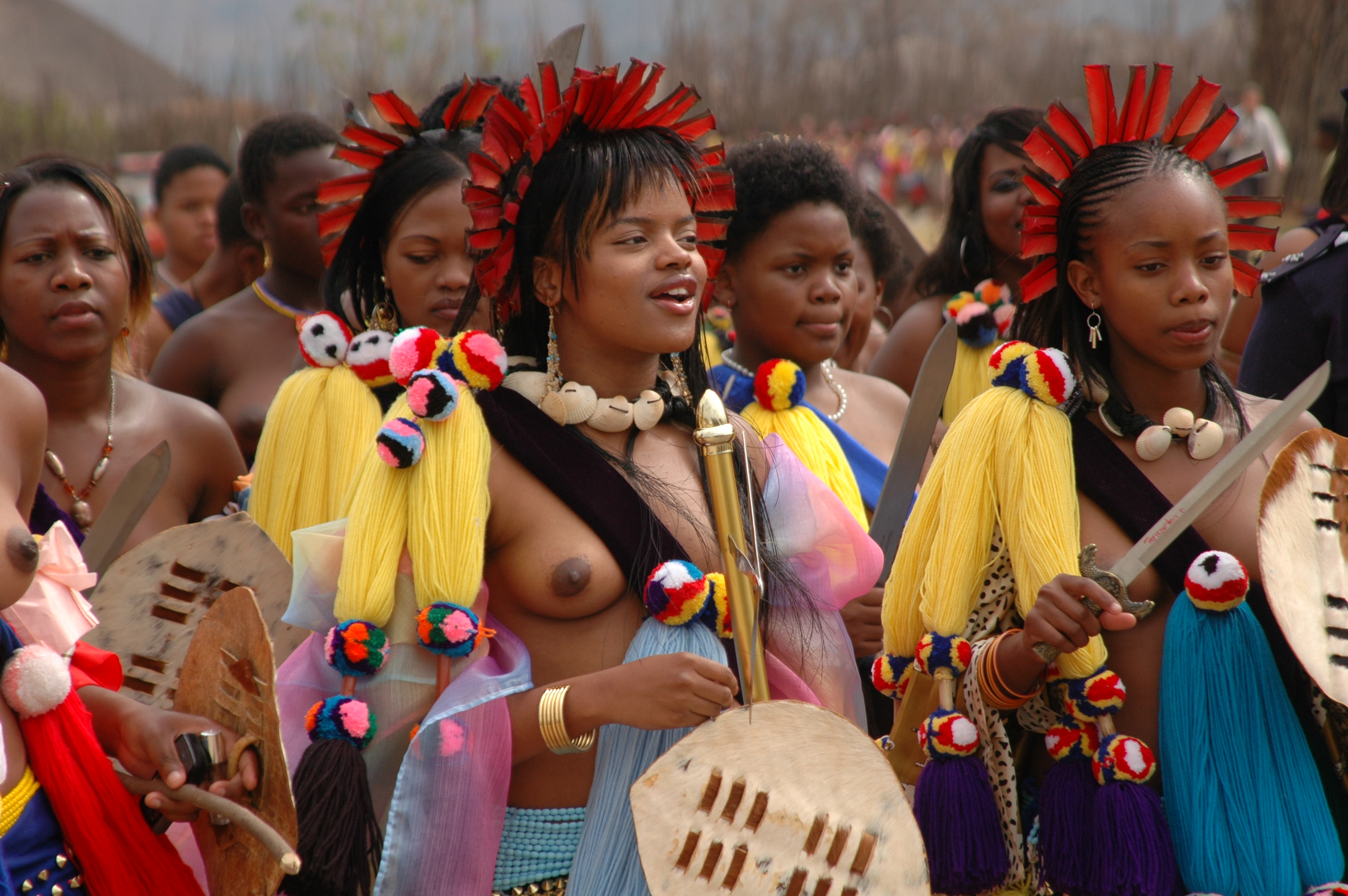
Prinses Sikhanyiso Dlamini (midden) danst op het Umhlangafestival in 2006. De rode verenkroon verwijst naar haar koninklijke afkomst.

## Armoede
Volgens het UNDP, het Ontwikkelingsprogramma van de Verenigde Naties leefde in 2007 in Swaziland 69,2% van de bevolking onder de armoedegrens.